# Open International Féminin Midi-Pyrénées Saint-Gaudens Comminges
L'Open International Féminin Midi-Pyrénées Saint-Gaudens Comminges è un torneo di tennis che si gioca a Saint-Gaudens in Francia. Fa parte dell'ITF Women's Circuit dal 1997 e si gioca su campi in terra rossa.

## Albo d'oro

### Singolare
| Anno | Campionessa                              | Finalista                                | Punteggio                                |
| ---- | ---------------------------------------- | ---------------------------------------- | ---------------------------------------- |
| 1997 | Paula García                             | Rosa María Andrés Rodríguez              | 2–6, 6–4, 7–5                            |
| 1998 | Doriane Caporusso                        | Mihaela Vulpes                           | 3–6, 7–5, 6–3                            |
| 1999 | Carine Bornu                             | Anne-Laure Heitz                         | 2–6, 6–4, 6–1                            |
| 2000 | Elena Tatarkova                          | Selima Sfar                              | 6–4, 6–4                                 |
| 2001 | Céline Beigbeder                         | Julia Vakulenko                          | 6–4, 6–1                                 |
| 2002 | Mariana Díaz Oliva                       | Maja Matevžič                            | 6–4, 6–1                                 |
| 2003 | Tatiana Perebiynis (1)                   | Renata Voráčová                          | 6–1, 6–4                                 |
| 2004 | Marija Kirilenko                         | Stéphanie Foretz Gacon                   | 7–6(2), 6–3                              |
| 2005 | Aravane Rezaï                            | Stephanie Gehrlein                       | 6–4, 2–6, 6–2                            |
| 2006 | Timea Bacsinszky                         | Ivana Abramović                          | 7–5, 6–4                                 |
| 2007 | Tetjana Perebyjnis (2)                   | Petra Cetkovská                          | 5–7, 7–5, 7–5                            |
| 2008 | Petra Cetkovská                          | María José Martínez Sánchez              | 6–4, 6–4                                 |
| 2009 | Nastas'sja Jakimava                      | Yanina Wickmayer                         | 7–5, 7–6(0)                              |
| 2010 | Kaia Kanepi                              | Zhang Shuai                              | 6–2, 7–5                                 |
| 2011 | Anastasija Pivovarova                    | Arantxa Rus                              | 7–6(4), 6(3)–7, 6–2                      |
| 2012 | Mariana Duque-Mariño                     | Claire Feuerstein                        | 4–6, 6–3, 6–2                            |
| 2013 | Paula Ormaechea                          | Dinah Pfizenmaier                        | 6–3, 3–6, 6–4                            |
| 2014 | Danka Kovinić                            | Pauline Parmentier                       | 6–1, 6–2                                 |
| 2015 | María Teresa Torró Flor                  | Jana Čepelová                            | 6–1, 6–0                                 |
| 2016 | Irina Chromačëva                         | Maria Sakkari                            | 1–6, 7–6(3), 6–1                         |
| 2017 | Richèl Hogenkamp                         | Kristie Ahn                              | 6–2, 6–4                                 |
| 2018 | Vera Lapko                               | Quirine Lemoine                          | 6–2, 6–4                                 |
| 2019 | Anna Kalinskaya                          | Ana Bogdan                               | 6–3, 6–4                                 |
| 2020 | Annullato per la pandemia di coronavirus | Annullato per la pandemia di coronavirus | Annullato per la pandemia di coronavirus |
| 2021 | Clara Burel                              | Alexandra Dulgheru                       | 6–2, 1–6, 6–2                            |
| 2022 | Ylena In-Albon                           | Carolina Meligeni Alves                  | 4–6, 6–4, 6–3                            |
| 2023 | Robin Montgomery                         | Alice Robbe                              | 7–5, 6–4                                 |
| 2024 | Claire Liu                               | Selena Janicijevic                       | 6–1, 6(3)–7, 6–0                         |
| 2025 | Loïs Boisson                             | Tat'jana Prozorova                       | 7–6(4), 6–0                              |

### Doppio
| Anno | Campionesse                                   | Finaliste                                      | Punteggio                                |
| ---- | --------------------------------------------- | ---------------------------------------------- | ---------------------------------------- |
| 1997 | Irina Kakoulia Minna Rautajoki                | Sandrine Bouilleau Victoria Courmes-Bendetti   | 6–2, 6–2                                 |
| 1998 | Sylvie Sallaberry Aurélie Védy                | Paula García Kelly Liggan                      | 6–3, 7–6(5)                              |
| 1999 | Giana Gutiérrez Sabrina Valenti               | Mireille Dittmann Nicola Payne                 | 6–3, 6–2                                 |
| 2000 | Svetlana Krivencheva Elena Tatarkova          | Eszter Molnár Maja Palaveršić                  | 3–6, 7–5, 6–3                            |
| 2001 | Sarah Pitkowski-Malcor Irina Selyutina        | Lourdes Domínguez Lino Gisela Riera            | 6–2, 6–3                                 |
| 2002 | Ľudmila Cervanová Stanislava Hrozenská        | Sarah Stone Samantha Stosur                    | 7–6(5), 6–4                              |
| 2003 | Eugenia Kulikovskaya Tatiana Perebiynis       | Tatiana Poutchek Anastasia Rodionova           | 7–6(8), 6–3                              |
| 2004 | Ruxandra Dragomir Ilie Andreea Ehritt-Vanc    | Marta Domachowska Natalia Gussoni              | 2–6, 7–6(7), 6–4                         |
| 2005 | Claire Curran Natalie Grandin                 | María José Argeri Letícia Sobral               | 6–3, 6–1                                 |
| 2006 | Ivana Abramovic Alla Kudryavtseva             | María José Argeri Letícia Sobral               | 6–2, 6–0                                 |
| 2007 | Jorgelina Cravero Darya Kustova               | Akgul Amanmuradova Iryna Kuryanovich           | 6–1, 6–3                                 |
| 2008 | Hsieh Su-wei Marie-Ève Pelletier              | Chanelle Scheepers Aurélie Védy                | 6–4, 6–0                                 |
| 2009 | Rika Fujiwara Chanelle Scheepers              | Kimiko Date-Krumm Sun Tiantian                 | 7–5, 6–4                                 |
| 2010 | Claire Feuerstein Stéphanie Foretz Gacon      | Ol'ga Savčuk Nastas'sja Jakimava               | 6–2, 6–4                                 |
| 2011 | Caroline Garcia Aurélie Védy                  | Anastasija Pivovarova Ol'ga Savčuk             | 6–3, 6–3                                 |
| 2012 | Vesna Dolonc Irina Chromačëva                 | Naomi Broady Julia Glushko                     | 6–2, 6–0                                 |
| 2013 | Julia Glushko (1) Paula Ormaechea             | Stéphanie Dubois Kurumi Nara                   | 7–5, 7–6(11)                             |
| 2014 | Verónica Cepede Royg María Irigoyen           | Sharon Fichman Johanna Konta                   | 7–5, 6-3                                 |
| 2015 | Mariana Duque Julia Glushko (2)               | Beatriz Haddad Maia Nicole Melichar            | 1–6, 7–6(5), [10–4]                      |
| 2016 | Demi Schuurs Renata Vorácová                  | Nicola Geuer Viktorija Golubic                 | 6–1, 6–2                                 |
| 2017 | Chang Kai-chen Han Xinyun                     | Montserrat González Sílvia Soler Espinosa      | 7–5, 6–1                                 |
| 2018 | Naiktha Bains Francesca Di Lorenzo            | Manon Arcangioli Shérazad Reix                 | 6–4, 1–6, [11–9]                         |
| 2019 | Martina Di Giuseppe Giulia Gatto-Monticone    | Anna Kalinskaya Sofya Lansere                  | 6–1, 6–1                                 |
| 2020 | Annullato per la pandemia di coronavirus      | Annullato per la pandemia di coronavirus       | Annullato per la pandemia di coronavirus |
| 2021 | Estelle Cascino Jessika Ponchet               | Eden Silva Kimberley Zimmermann                | 0–6, 7–5, [10–7]                         |
| 2022 | Fernanda Contreras Lulu Sun                   | Valentini Grammatikopoulou Anastasia Tikhonova | 7–5, 6–2                                 |
| 2023 | Sofya Lansere Anna Siskova (1)                | Maria Fernanda Herazo Gonzalez Adriana Reami   | 6–0, 3–6, [10–6]                         |
| 2024 | Emeline Dartron Tiantsoa Rakotomanga Rajaonah | Estelle Cascino Carole Monnet                  | 6–3, 1–6, [12–10]                        |
| 2025 | Gabriela Knutson Anna Sisková (2)             | Emeline Dartron Tiantsoa Rakotomanga Rajaonah  | 6–2, 6–2                                 |